# Матимура, Кинго
Кинго Матимура (яп. 町村 金五 Матимура Кинго, 16 августа 1900 — 14 декабря 1992) — японский государственный деятель, министр внутренних дел Японии (1973—1974), губернатор Хоккайдо (1959—1971), начальник столичной полиции (1945), губернатор Ниигаты (1945) и Тоямы (1941—1943). Отец политика Нобутаки Матимуры.

## Биография
Родился в Саппоро как пятый сын Матимуры Кинъи. В марте 1924 года окончил отделение политологии юридического факультета Токийского императорского университета. В мае того же года поступил на службу в Министерство внутренних дел Японии. Занимал пост начальника секретариата губернатора префектуры Аомори и отдела по общим вопросам Министерства внутренних дел. В октябре 1925 года также стал занимать должность главы полиции префектуры Аомори. С октября 1926 года глава отдела безопасности полиции префектуры Сидзуока.
В августе 1929 года назначен в отдел торговли и промышленности префектуры Сидзуока и главой отдела рыболовства Министерства внутренних дел префектуры Сидзуока. В апреле 1930 года назначен главой полиции префектуры Сидзуока. В июле того же года стал секретарём в Министерстве Императорского двора и секретарём в Тэйсицу ринъякёку. В мае 1931 года начал служить в отделе по общим вопросам Министерства Императорского двора. В июле 1932 года назначен личным секретарём министра Императорского двора.
С апреля 1936 года заместитель начальника полиции префектуры Гифу, а с февраля 1937 года заместитель начальника полиции префектуры Миэ. В январе 1938 года назначен секретарём Министерства внутренних дел и начальником полицейского управления Бюро безопасности. С апреля 1939 года также занимал пост начальника отдела кадров.
7 января 1941 года назначен на пост губернатора префектуры Тоямы. После 23 апреля 1943 года занял должность заместителя директора по подготовке полицейских в Министерстве внутренних дел, а в ноябре того же года стал по совместительству начальником управления противовоздушной обороны. С 1 февраля по 9 апреля 1945 года являлся губернатором префектуры Ниигаты, после чего был назначен главой Столичного отдела полиции. 19 августа того же года ушёл с поста главы полиции из-за ответственности за попытку военного переворота. 
В октябре 1952 года баллотировался в Палату представителей Японии от Хоккайдо как кандидат от партии Кайсинто. В 1954 году вступил в Либеральный партию. В 1955 году вместе с Такэторой Огатой участвовал в создании Либерально-демократической партии Японии.
В апреле 1959 года Кинго Матимура победил на выборах губернатора префектуры Хоккайдо и занимал пост вплоть до 1974 года. В июне 1971 года был избран в Палату советников Японии, а в мае 1972 года стал председателем совета директоров Hokkai Times. В ноябре 1973 года Матимура стал министром внутренних дел Японии и директором Бюро регионального развития Хоккайдо во втором составе второго правительства Какуэя Танаки.

## Семья
Отец, Матимура Кинъя, предприниматель и политик. Мать, Ямамото Сото, третья дочь предпринимателя Ямамото Исэна. Жена, Футаба Кувата, дочь правоведа Кумадзо Куваты. В браке родилось двое сыновей: Тадаёси и Нобутака и четверо дочерей: Фудзи, Хироко, Кимиё и Ясуко.

## Награды
- Орден Восходящего солнца 1 степени (1980)